# Tianhe-2
Tianhe-2 (天河-2, significando "Via Láctea 2") é um supercomputador chinês sucessor do Tianhe-I. É o ex supercomputador mais rápido do mundo, possuindo 48mil placas MIC (cada um com aproximadamente 60 núcleos) e tendo desempenho de aproximadamente 34 teraflops, podendo chegar teoricamente a quase 55 teraflops. Foi fabricado na Universidade Nacional Chinesa de Tecnologia de Defesa e está instalado no Centro de Supercomputadores Nacional em Guangzhou.